# Judith Sargent Murray
Judith Sargent Murray (ur. 1751, zm. 1820) – amerykańska pisarka, feministka, polityk i pedagog. 

## Życiorys
Murray była jedną z pierwszych autorek proponujących równouprawnienie płci, jej feministyczne eseje - "On the Equality of the Sexes" oraz "On the Domestic Education of Children", oba wydane w 1790 roku, wyprzedziły o 2 lata pionierską pracę Mary Wollstonecraft "Wołanie o prawa kobiety". Murray była przekonana, że edukacja umożliwiłaby kobietom dorównanie mężczyznom na wielu polach, z których zostały one wykluczone. Esej "O równości płci" Murray wywołał kontrowersje w związku z kwestionowaniem przez autorkę nakreślonej w Biblii nierówności płci. Publikowała często pod pseudonimem ("The Gleaner"), żeby jej prace przeczytało więcej osób. Była uniwersalistką, jej pisma odegrały pewną rolę w rozwoju tego nurtu religijnego. 
Wybrane dzieła Murray: 
- Some Deductions from the System Promulgated in the Page of Divine Revelation: Ranged in the Order and Form of a Catechism Intended as an Assistant to the Christian Parent or Teacher (pod pseudonimem: The Gleaner);
- A Universalist Catechism;
- On the Equality of the Sexes;
- On the Domestic Education of Children;
- The Repository;
- The Reaper.